# ステファン・エセル
ステファン・フレデリック・エセル  (Stéphane Frédéric Hessel、1917年10月20日 – 2013年2月26日)は、外交官、大使、作家、強制収容所生還者、フランス・レジスタンスメンバー、BCRAエージェント。ドイツで誕生し、1937年にフランス市民権を取得。1948年世界人権宣言編集オブザーバー。2011年、米国外交専門誌『フォーリン・ポリシー』によるトップグローバル思想家のリストに選出される。
後年における彼の積極行動主義は、経済的不平等、イスラエル・パレスチナ紛争、第2次世界大戦後のソーシャルビジョン保護等に向けられている。簡潔な著書『怒れ!憤れ!』は全世界で450万冊以上を売り上げた。
エセル及び彼の著書は、スペイン・インディグナドス (15-M運動)、米国のウォール街を占拠せよ、その他政治運動等に対して連鎖的に刺激させた。

## 生い立ち
ベルリンで誕生、ジャーナリストのヘレン・ヘッセル (旧姓グルント)、作家フランツ・ヘッセルの間の息子であり、両親はアンリ＝ピエール・ロシェの小説『突然炎のごとく』の登場人物ジュールとカートのモデルに影響を与えた。(後年、映画監督フランソワ・トリュフォーによって映画化した中においてカートはカトリーヌに名を変更)。父方の祖父母はルーテル教会に入ったユダヤ人移民、そして母はキリスト教徒の家庭出身。1924年に両親と一緒にパリへ移住。15歳の時にバカロレアを取得、1939年、最終的に高等師範学校へと入学した。1937年にフランス国籍へと帰化したあと1939年にサン＝メクサン＝レコールでフランス軍に動員される。最初の妻ヴィティアはボリス・ミルキン＝ゲチェヴィッチの娘。

## 第二次世界大戦レジスタンス・メンバー
元帥フィリップ・ペタンのヴィシー政権を支持することを拒否、エセルはロンドンへと落ちのび、1941年にシャルル・ド・ゴール将軍のレジスタンス組織に参加、自由フランスの諜報機関(情報・行動中央局)の一員になった。彼は1944年に連合軍のフランス侵攻の前にレジスタンスの通信網を構成するためフランスに戻った。彼はゲシュタポによって捕捉され、以降、ブーヘンヴァルト強制収容所やミッテルバウ＝ドーラ強制収容所などに強制収監され、彼はウォーターボーディングにより拷問された 。エセル、F・ F・E・ヨー＝トーマス、ハリー・プールヴェー、オイゲン・コーゴン、アルフレッド・バラホヴスキーらは、発疹チフスで死亡した3人の囚人と彼らの身元をブーヘンヴァルトにてKZカポアルトゥール・ディーチュの助けを借りたうえで交換し、脱出を試みた。エセルはドーラから脱出しようとして失敗したが、かろうじて絞首刑は避けられた。その後、彼はベルゲン・ベルゼン強制収容所へ移送中に逃れ、そしてハノーファーに向かい、進撃してきた米国陸軍に出くわした。

## 人権擁護、外交官
戦後、エセルは外交官として出発し、1945年11月に中国での大使に任命されたが、その後、考えが変わった。1946年2月にニューヨークで経済社会政策担当国際連合幹部アンリ・ロジエの補佐となり、世界人権宣言の編集オブザーバーになった。 1953年頃、彼はブラックアフリカに着目し、コンゴの都市ブラザヴィルでWHO地域事務局を設置準備をするよう求め、アフリカに関わる。 また、彼は外交官アンリ・オプノのベトナム統一政策に同行し、以後、1955年から1957年までベトナムのサイゴンに2年間赴任した。1962年、アフリカ・マダガスカル労働者育成協会(Association de formation des travailleurs africains et malgaches, AFTAM)を設立し、最初の会長になった。 1963年から1969年までアルジェリアのアルジェに赴任。1969年、ジョルジュ・ポンピドゥーの申し出によって国連や国際機関を担当。1970年秋、国連開発計画事務局長ポール・グレイ・ホフマンによってニューヨークに招かれホフマンの補佐になり、1972年までニューヨークに滞在した。1977年、ヴァレリー・ジスカール・デスタンはエセルをジュネーブにある国連の大使に任命、1981年まで務めた。1982年8月にエセルはフランスの視聴覚通信の監督機関視聴覚通信高等庁に任命され、3年間務めた。エセルは「終身大使」に任命され、外交旅券を保持し続けた。彼は世界の子供たちのための非暴力と平和文化振興国際十年のフランスにおける主催委員会のメンバー、また、コレジウム・アンテルナシオナルの設立発起人の1人、そして、全国人権諮問委員会や国際協力高等評議会のメンバーでもある。1993年、エセルはウィーンで開催された国連世界人権会議のフランス代表に選ばれた。

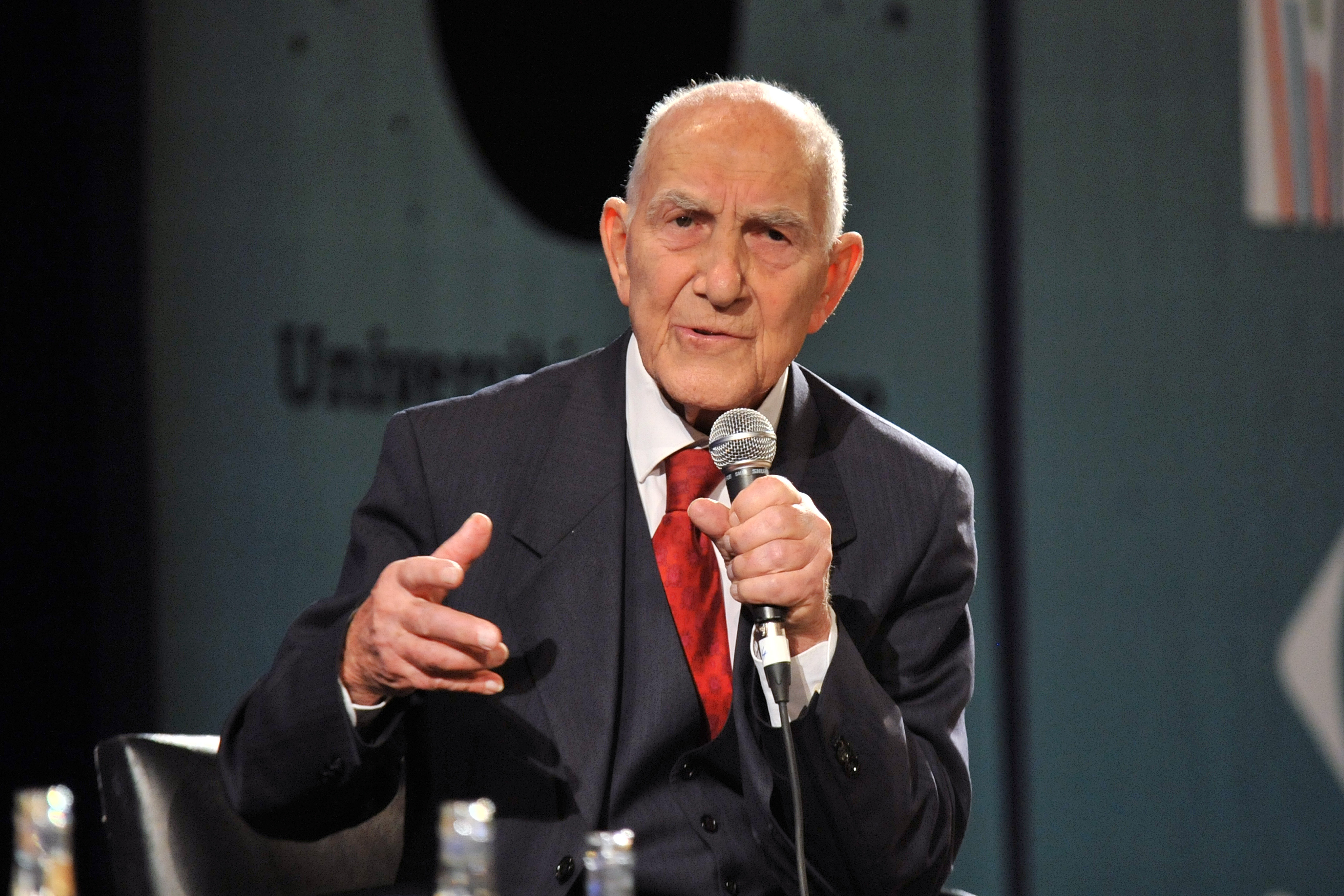
パリで開催されたユネスコ会議で講演するエセル (2011年)

2003年、かつてのレジスタンス・メンバーらとともに「ソーシャルヨーロッパ条約について」の請願書に署名、2006年8月、彼はレバノンでイスラエルの空爆に対するアピールに署名した。アピールは「公正平和のための欧州ユダヤ人」のフランス人会員組織によって行われ、『リベラシオン』や他のフランスの新聞に掲載された。
2004年、欧州評議会より南北賞を受賞した。同年、彼は1944年3月15日の全国抵抗評議会60周年記念に出席、そこで彼はカルチュラル・デモクラシー、ソーシャル、経済上の理想、レジスタンスの記憶を伝え、今生きる若い世代を促した。エセルは1999年にメリット勲章グランドクロスを、2006年7月14日にレジオンドヌール勲章グラントフィシエをそれぞれ授与されている。
エセルはホームレスに住宅を提供するため利用可能な資金をフランス政府に要求、2008年2月21日にレピュブリック広場で世界人権宣言第25条を不遵守するフランス政府を非難した。世界人権宣言60周年の2008年12月10日、エセルは人権文化振興のためユネスコ/ビルバオ賞を受けた。さらにスペイン国際連合協会の2008年度平和賞も受賞した。
2009年1月5日、エセルはガザ地区におけるイスラエル軍の攻撃を次のように批判した「事実上、適用する単語—適用すべき—は'戦争犯罪'および'人道に対する罪'である。しかし、この言葉は慎重に使用する必要があって、一つは国際連合人権高等弁務官事務所所在地であるジュネーブでの場合は特に、その問題について重要な意見を持っていることがある。私として、ガザを訪れたときのこと、何千もの子どもたちがいる難民キャンプを見た、それら爆撃行為は人類に対する紛れもない犯罪である。」
2011年、エセルは米外交専門誌『フォーリン・ポリシー』のトップグローバル思想家のリストに「心を失ったグローバル社会へ、フランス抵抗精神をもたらした。」ことにより選出された。

## 著述

### 『怒れ! 憤れ!』
2010年10月にエセルのエッセイ『怒れ!憤れ!』（フランス語のオリジナルタイトル: 『Indignez-vous !』)は全部数で6000冊発行された(ISBN 978-1455509720)。その後、世界中で450万冊以上を売り上げ、スウェーデン語、デンマーク語、バスク語、カタルーニャ語、イタリア語、ドイツ語、ギリシャ語、ポルトガル語、スロベニア語、スペイン語、
クロアチア語、ヘブライ語、朝鮮語、オランダ語、日本語、ハンガリー語等に翻訳された。また、その他言語への翻訳が計画されている。米国で、英語のエッセイを政治雑誌『ネイション』の2011年3月7日–14日号に発表した。
エセルのブックレットは第二次世界大戦中のレジスタンスに参加した人たちがそうであったように再びフランスに必要なのは憤ることと主張する。非常に豊かな層と非常に貧しい層の格差が広がっていること、フランスの不法移民の処遇、報道の自由を再確立する必要性、環境保護の重要性、フランスの福祉制度を守ることの大切さ、パレスチナの現状等にエセルは個人的に怒っている、彼は人々には2009年9月のゴールドストーン報告書を読むことを推奨している。彼は平和と非暴力的反乱を求めている。
2011年、腐敗や超党派政治に対するスペイン抗議運動の呼称のひとつ「Los Indignados」(The Outraged)は、著書のスペイン語版の翻訳タイトル(『¡Indignaos!』)から取られた。これら抗議運動は、アラブの春と一体化し、その後、ギリシャ、イギリス、チリ、イスラエル等、他の多くの国々の抗議運動を刺激させ、そして、ニューヨークの金融街でウォール街を占拠せよが始まったが、今や、米国全体および他の多くの国々に広がっている。汚職、麻薬カルテルの暴力、経済的困難、政策等に立ち向かうメキシコでの抗議行動もインディグナドスと呼ばれている。同じように、2013年のブラジル抗議運動は政府の汚職そして公共交通機関を管理する能力、保健医療や教育面等に疑問を投げかけている。

### 『Engagez-Vous!』
『怒れ! 憤れ!』のあと、エセルは若手フランス人ジャーナリストであるジル・ヴァンデルポータンとともに書いた『Engagez-Vous !』 ("Get Involved!")を出版した。著書の中でステファン・エセルは環境保護のために積極的に乗ずることを彼の読者に訴える。また彼は生活の中における幸運の重要性も力説している。この著書はフランスで成功を収め、ベストセラーとなった。ヨーロッパからアジアや南アメリカまで15言語に翻訳された。

### イスラエルについて
2011年、エセルはドイツの新聞『フランクフルター・アルゲマイネ・ツァイトゥング』の記事の中でイスラエル軍によるパレスチナ自治区占領と第二次世界大戦中のナチスによるフランス占領を次のように比較している「ドイツの占領は、たとえば現在イスラエルによるパレスチナ占領とを比較してみると、逮捕、拘留、処刑、また美術品盗取のような例外を除けば比較的無害な占領である。」これら発言により引き起こされた論争を受けて、彼は「ナチズムの惨事と違法な国家(イスラエル)の態度との間は相似しない」ということを明らかにした。彼は当然イスラエルの存在を支持していたが、直ちに「反ユダヤ主義」と非難されることなくイスラエル当局の行為を批判できるようになることを望んでいた。エセルは『フランクフルター・アルゲマイネ・ツァイトゥング』での発言をおそらく「あまりにも早く書かれ、あまりにも速く読まれた」と後悔している。自らをイスラエル支持者としてだけでなく歴代政権批判者でもあると評する彼は『ハアレツ』紙に対してこう次のように語った「イスラエルの安全保障を確保するため、別の方法で先導する必要がある」。ホロコーストの頃に「身をもって被虐したユダヤ人」を見た彼はイスラエル国家の責任ある政府により安全を保証できるように望んでいることを明らかにした。2か国解決支持者の彼はまた同紙に次のように語った「パレスチナにおいて暴力が存在し続けているが、パレスチナ国家が無い為にイスラエルは危機にさらされる、なぜなら、それは国際法に従わない体制に対して国際社会から支援を得ることができないためである。」

## 死去
2013年2月26日、エセルは終夜に95歳で亡くなった。翌日の午後、彼の名はフランスやスペインのTwitterでトレンドキーワードの首位だった。フランス大統領フランソワ・オランドは、エセルの死が「大きな悲しみ」をもたらしたと、そして「エセルの憤りの容量は彼自身の生涯と違い限界をまったく知らない。死去したとも、彼は私たちにすべての不正を受け入れることを拒絶するという教訓を残してくれた。」と述べた
国連人権理事会議長レミギウス・ヘンチェルは、「エセル氏は人権における大いなる人物だった。彼の生涯は私達の任務を激励し続ける。」と云った。
フランスの首相ジャン＝マルク・エローは敬意を表して次の言葉を述べた「フランスで、ヨーロッパで、世界で、ステファン・エセルは抵抗精神の権化だった。あらゆる世代のため、若者たちのため、刺激の源泉だったが、お手本でもあった。95歳で、彼はこの新しい世紀の未来に信念を具体的に表わした」。 国連人権理事会はエセル追悼に黙祷をささげる、これは「前代未聞」だったという。
生前、エセルは死における心中を次のように表した「死は味わうものであって、私は味わいつくせればと願う。」彼の最後の著作『Don’t Give Up: In the Trenches with the Spanish for Liberty and Progress』は死後に出版される。それは本来ならば、5月に出版を予定してたが、出版社はエセル死後すぐの3月中旬あたりまでに発売日を変更する。
エセルの遺族は夫人クリスチャーヌ、以前の結婚で3人の子供がいる。

## 著書
- Danse avec le siècle, autobiography. Editors Seuil (1997年) （フランス語）, 312pages ISBN 9782020235563 （フランス語）
- Ô ma mémoire, la poésie, ma nécessité, poems. Seuil (2006年, 2010年再刊) （フランス語）
- Citoyen du monde, conversations with Jean-Michel Helvig. Fayard (2008年) （フランス語）
- Indignez-vous! essay. Indigène, Montpellier (2010年10月21日) 32pages, ISBN 978-2-911939-76-1 （フランス語） 怒れ!憤れ!（英語版）、村井章子訳 (2011年) （日本語）
- Impegnatevi, Salani Editore, Italy, 2011 （イタリア語）
- Engagez-vous !, Entretiens avec Gilles Vanderpooten, Editions de l'Aube, France, 2011 （フランス語）
- Comprometeos !, Destino, Spain, 2011 （スペイン語）
- Le chemin de l'espérance エドガール・モラン共著 （フランス語） 若者よ怒れ!これがきみたちの希望の道だ:フランス発90歳と94歳のレジスタンス闘士からのメッセージ（フランス語版）、林昌宏訳 (2012年) （日本語）